# Ptilinopus layardi
Ptilinopus layardi е вид птица от семейство Гълъбови (Columbidae). Видът е почти застрашен от изчезване.

## Разпространение
Видът е разпространен във Фиджи.